# Marimbondo-cavalo
Os marimbondos-cavalo pertecem à da família dos pompilídeos, especialmente aos indivíduos do gênero Pepsis Fabricius. Trata-se de uma vespa parasitoide que caça aranhas para servirem de hospedeira e futura refeição para suas larvas, que crescem se alimentando dos órgãos não vitais da aranha até terem tamanho suficiente para sobreviverem por conta própria.
Na fase adulta se alimenta de néctar e alimentos ricos em açúcar; o macho é visivelmente menor do que a fêmea.
Apesar do grande porte e o jeito intimidador, esta vespa não é agressiva e somente ataca humanos para defesa.

## Outros nomes e etimologia
Também são conhecidos pelos termos marimbondo-caçador, maribondo-caçador, marimbondo-cavalo, mata-cavalo, vespa-caçadora, vespa-de-cobra, vespão, caçador-de-aranha, caba-caçadeira, come-cobra, come-aranha, caça-aranha, susubera, cavalo-do-cão, apiacá e caçununguçu.

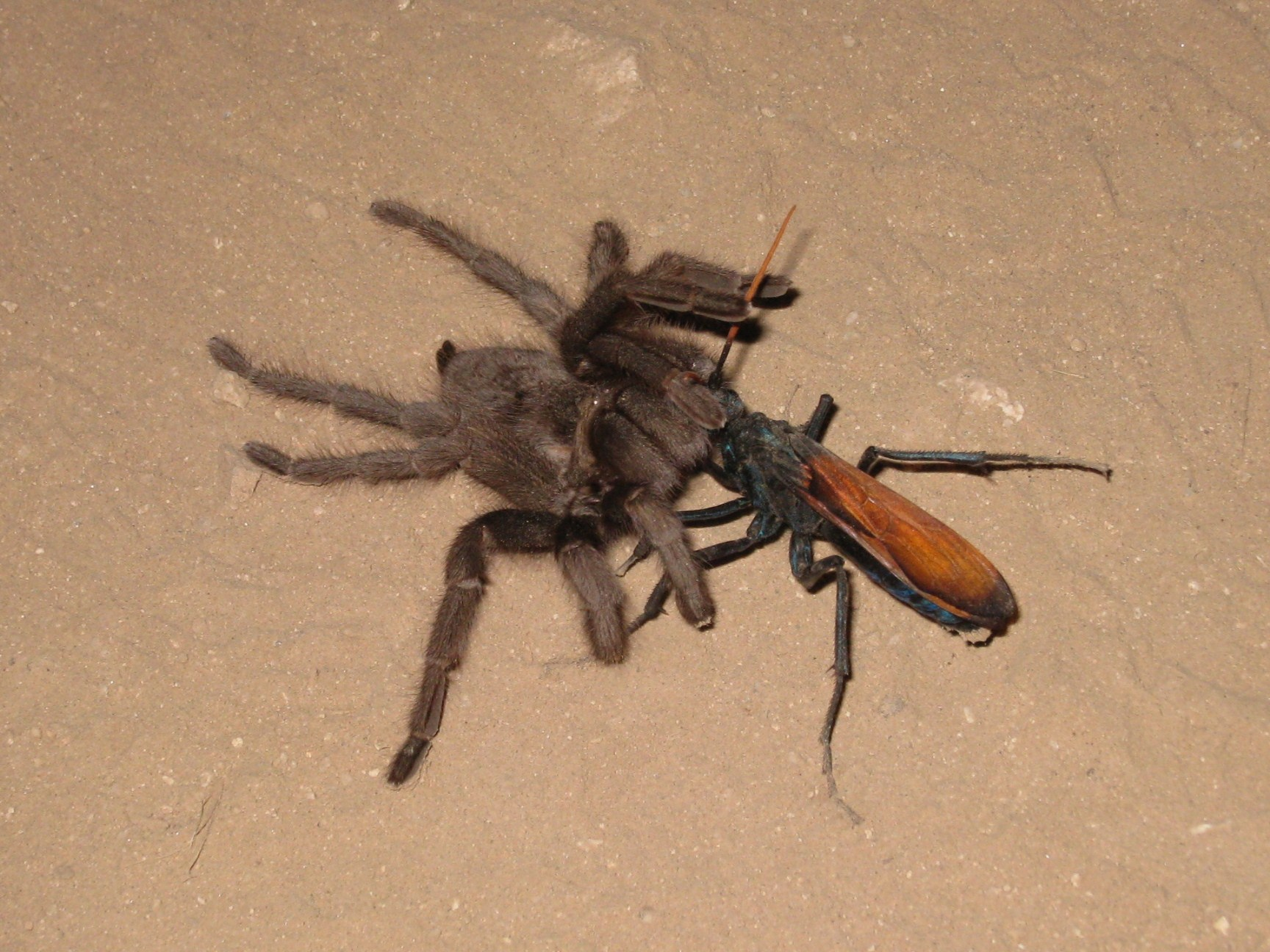
Um marimbondo-caçador arrastando uma tarântula que acabou de capturar

 O termo "caçador" é uma referência ao fato de tais insetos capturarem aranhas para, após paralisá-las com sua ferroada, servir de alimento às suas larvas. "Marimbondo" e "maribondo" se originaram do termo quimbundo marimbondo, "vespas". "Vespa" se originou do termo latino vespa. "Caba" se originou do termo tupi kawa. "Caçununguçu" se originou da junção dos termos tupis kawa (vespa), sï'nunga (ressoando) e uçu (grande).

## Picada
O entomólogo Christopher K. Starr, do departamento de entomologia da Universidade da Geórgia, criou um índice de dor, que vai de 1, bem leve ou indolor, a 4, os mais doloridos de todos; a picada da vespa caçadora de tarântulas foi classificada como nível 4 de dor.